# Municipio de Richland (condado de Tama)
El municipio de Richland (en inglés: Richland Township) es un municipio ubicado en el condado de Tama en el estado estadounidense de Iowa. En el año 2010 tenía una población de 208 habitantes y una densidad poblacional de 2,21 personas por km².

## Geografía
El municipio de Richland se encuentra ubicado en las coordenadas 41°54′11″N 92°28′35″O / 41.90306, -92.47639. Según la Oficina del Censo de los Estados Unidos, el municipio tiene una superficie total de 94.05 km², de la cual 93,44 km² corresponden a tierra firme y (0,65 %) 0,61 km² es agua.

## Demografía
Según el censo de 2010, había 208 personas residiendo en el municipio de Richland. La densidad de población era de 2,21 hab./km². De los 208 habitantes, el municipio de Richland estaba compuesto por el 96,63 % blancos, el 0,96 % eran amerindios, el 0,48 % eran de otras razas y el 1,92 % eran de una mezcla de razas. Del total de la población el 1,44 % eran hispanos o latinos de cualquier raza.